# SNCB 77
Тепловоз Серии 77/78 (Класс 77/78) дороги SNCB/NMBS, известный также как HLD 77 или HLR 77 — 4-осный тепловоз с гидравлической тяговой передачей для грузовой и маневровой работы. Выпускался на немецких заводах Siemens Mobility, а впоследствии на Vossloh с 1999 по 2005 гг. для Бельгийских национальных железных дорог. Машина была разработана на базе тепловоза MaK G1205.